# Paul Bitok
Paul Bitok (født 26. juni 1970 i Kilibwoni, Kenya) er en kenyansk atletikudøver (langdistanceløber), der vandt sølv i 5000 meter løb ved både OL i Barcelona 1992 og OL i Atlanta 1996.